# Getkowie herbu Gryf

Herb Gryf

Getkowie herbu Gryf, znani również jako Gedkowie – polski ród szlachecki herbu Gryf, związany z Mazowszem.

## Historia
Nazwisko Getko lub Getka (występujące również w innych formach obocznych: Gedko, Gedka, Gietka, Gietko, też archaiczne Giethka, Gyethka, a nawet Gethga) stanowiło pierwotnie zeslawizowaną formę hebrajskiego imienia Gedeon, które w Polsce znane było od XII w. i popularne w rozrodzonym w Małopolsce i na Mazowszu rodzie Gryfitów, zwanych też Świebodzicami. Pierwszym, który je nosił, miał być biskup krakowski Getko vel Gedko (te dwie wersje jego imienia najczęściej pojawiają się w historiografii), tradycyjnie uznawany za Gryfitę (choć jego przynależność rodowa jest dla historyków kwestią sporną). Nosili je również dwaj biskupi płoccy. Przekształcając się z czasem w przydomek, ok. XV w. imię Getków stało się nazwiskiem rodu pieczętującego się herbem Gryf i osiadłego we wsi Smarszewo (ob. Smardzewo) w ziemi zakroczymskiej (w diecezji płockiej). Pomimo możnowładczego pochodzenia, była to rodzina drobnoszlachecka (typowa zresztą dla tego obszaru ziem polskich), wymieniona (jako Getko) na przełomie XVIII i XIX w. w spisach Ewarysta Andrzeja Kuropatnickiego i Piotra Małachowskiego, w zasadzie nie odgrywająca poważniejszej roli politycznej chociażby na poziomie lokalnym. Z tej rodziny wywodził się żyjący na przełomie XVII i XVIII w. Jan Gietka, który w wyniku zaciągu wśród drobnej szlachty do tzw. piechoty niemieckiej, doszedł do stopnia pułkownika. Najczęstsza oboczność Getko i Getka jest typowa dla języka staropolskiego. Z kolei oboczność Gietko i Gietka stanowi przejaw wpływu dialektu mazowieckiego.
W charakterze przydomka lub nazwiska Gedkami bądź Getkami nazywali się też Gryfici z Bobowej w Małopolsce, czyli późniejsi Bobowscy herbu Gryf. W Małopolsce istniał również pokrewny ród Gedczyców (od „Gedczyc” jako „syn Gedki”; być może jest to ród tożsamy z późniejszymi Giedczyckimi herbu Gryf), a na Rusi Getkinów, także wywodzący się od Gryfitów i pieczętujący się herbem Gryf (Seweryn Uruski uważał Getkinów i Getków za jeden ród, oba nazwiska wiążąc zresztą z Rusią Czerwoną).

## Znani członkowie rodu
- Gedko (1130–1185), biskup krakowski (tradycyjnie wiązany z tym rodem)
- Gedko I (ok. 1160–1223), biskup płocki (tradycyjnie wiązany z tym rodem)
- Gedko II (zm. 1296), biskup płocki